# Roy (Utah)
Roy je město v okresu Weber County ve státě Utah. K roku 2010 zde žilo 36 884 obyvatel. S celkovou rozlohou 19,7 km² byla hustota zalidnění 1 872,2 obyvatel na km².